# Учаев, Анатолий Васильевич
Анато́лий Васи́льевич Уча́ев (р. 10 февраля 1939 года, пос. Джармен, Кур-Урмийский район, Хабаровский край) ― советский и российский художник. Действительный член РАХ (2007), народный художник РСФСР (1988), почётный гражданин Саратова (2000) и Саратовской области (2001).

## Биография
Родился 10 февраля 1939 года в посёлке Джармен в Хабаровском крае. В 1948 году переехал жить в Саратов.
В 1959 году поступил в Саратовское художественное училище, чтобы учиться там искусству графики. Во время учёбы начал сотрудничать с Приволжским книжным издательством. С начала 1960-х участвует в областных, зональных, республиканских, всесоюзных и международных выставках. В 1964 году, после училища, поступает в ЛИЖСА имени И. Е. Репина на факультет живописи, который оканчивает в 1970 году. После этого возвращается в Саратов. С 1970 по 1981 год был художником Саратовского отделения художественного фонда РСФСР. С 1981 по 1990 год являлся председателем Саратовской организации Союза художников РСФСР. Также в течение некоторого времени был секретарём Правления Союза художников России и членом комиссии при Президенте РФ по Государственным премиям России в области литературы и искусства.
В 2001—2011 годы был председателем Поволжского отделения РАХ. Руководил Творческой мастерской, проводил значительную работу по развитию традиций Российской академии художеств в вопросах художественного образования, выставочной и научно-практической деятельности. Среди его учеников ― Павел Тимофеев, Андрей Щербаков, Фёдор Саликов, Елена Пичугина, Александр Гвоздю.
В настоящее момент продолжает заниматься творческой, научной и организационной деятельностью: создаёт новые произведения, участвует в научных конференциях, возглавляет жюри различных конкурсов.

### Семья
Брат ― Виктор Васильевич Учаев, также художник.

## Работы
А. В. Учаев считается одним из выдающихся художников современной России. Учаев создал свою художественную систему, включающую строго индивидуальную манеру письма и безупречность композиционного построения картины. Данный художественный метод имеет характер особого жизнестроения: в его картинах обычно происходит создание некоей идеальной жизненной модели, в которой конкретная жизненная ситуация (историческая, социальная) укрупняется, персонажи картины приобретают узнаваемую символику, а сама работа стремится стать как бы завершенной моделью мира.
Работы Учаева размещаются в ГТГ, ГРМ, Саратовском художественном музее имени А. Н. Радищева, музеях других городов России, а также у многих частных коллекционеров по всему миру.

#### Отдельные работы
- Победитель (1977)
- Месяц хлебный (1979, 1991―1992)
- Под небом России (1995)

## Признание
- Государственная премия РСФСР имени И. Е. Репина (1984) — за картины «Победитель», «Месяц хлебный»
- народный художник РСФСР (1988)